# Épalinges
Épalinges é uma comuna da Suíça, situada no distrito de Lausana, no cantão de Vaud. Tem 4,57 km² de área e sua população em 2018 foi estimada em 9.611 habitantes.